# Oomyzus liriomyzae
Oomyzus liriomyzae är en stekelart som beskrevs av T.C. Narendran 2001. Oomyzus liriomyzae ingår i släktet Oomyzus och familjen finglanssteklar. Inga underarter finns listade i Catalogue of Life.